# Блитум головчатый
Блитум голо́вчатый, или Марь головчатая, или Жминда головчатая (лат. Blítum capitátum, Chenopódium capitatum) — съедобное однолетнее травянистое растение, вид рода Жминда (Blitum), выделенного из рода Марь семейства Амарантовые. Известно также под названием «земляничный шпинат».

## Распространение
Вид происходит из Северной Америки, и распространён на территории Соединенных Штатов и Канады, вплоть до Аляски. Произрастает также в Европе и Новой Зеландии.

## Описание
Цветки мелкие, мясистые, ярко-красные. Разросшиеся околоцветники (ошибочно принимаемые за плоды) съедобны, на вкус напоминают клубнику. Сок использовался в древности как краситель. Плоды содержат маленькие чёрные линзовидные семена, длиной 0,7—1,2 мм.
Листья могут употребляться в пищу сырыми. Однако, следует соблюдать умеренность, поскольку они содержат оксалаты. Семена в больших количествах могут быть токсичны.
Марь головчатая нетребовательна к почвам, предпочитая солнечные места. Морозоустойчива. Размножается самосевом. Засухоустойчива, но при недостатке влаги её плоды становятся суховатыми.

## Таксономия
Blitum capitatum L. Species Plantarum 1: 4. 1753.

### Синонимы
- Blitum petiolare Link
- Blitum tataricum Mill.
- Blitum terminale Stokes
- Blitum virgatum var. capitatum (L.) Coss., Germ. & Wedd.
- Chenopodium capitatum (L.) Asch.
- Morocarpus capitatus (L.) Scop.